# Cougnou
O cougnou, também chamado de cougnole em algumas regiões da França, ou pão de Jesus, é uma viennoiserie típica da Bélgica e do norte da França, consumida durante as comemorações de São Nicolau e Natal.

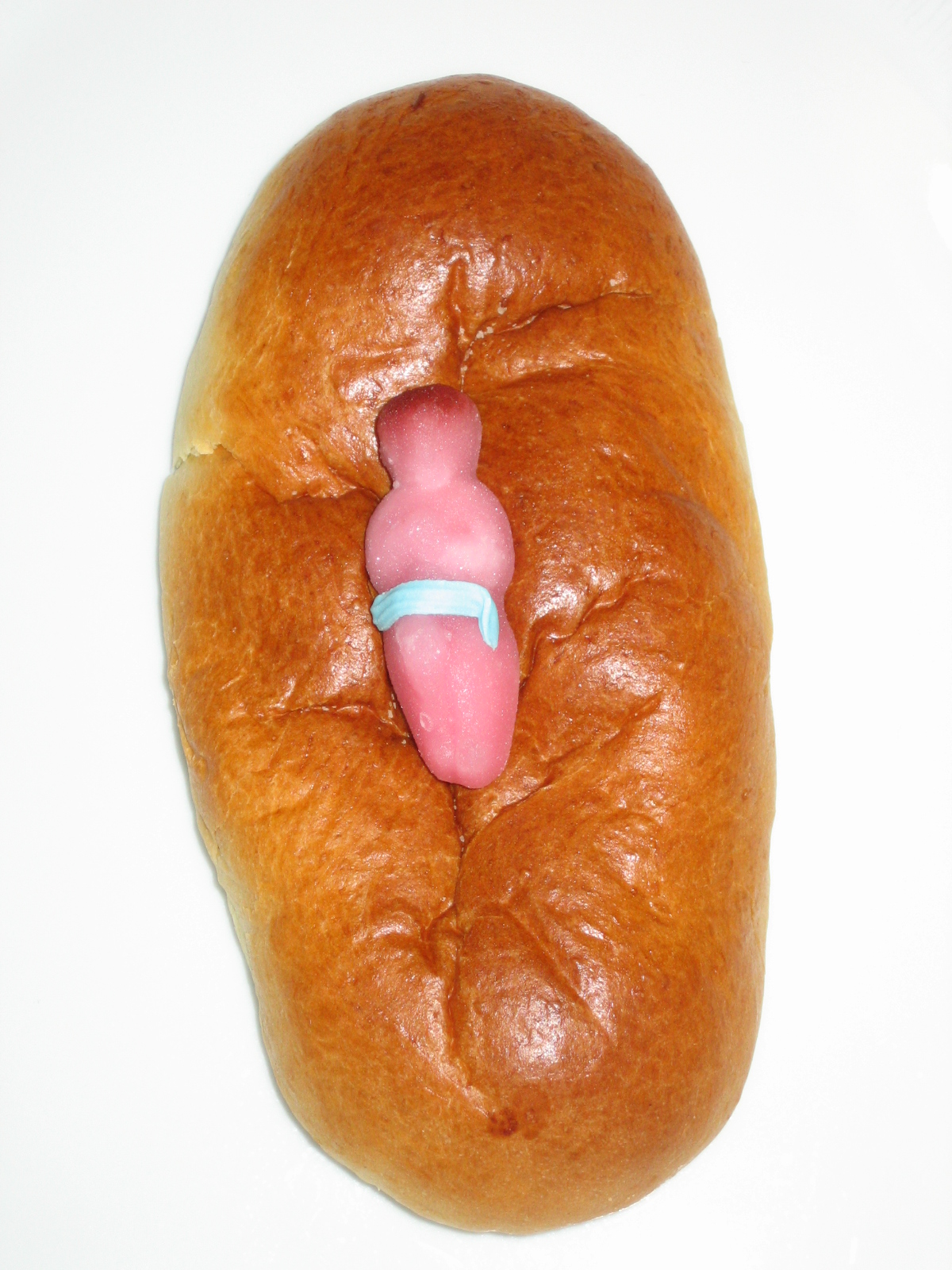
Um cougnou.

O pão de Jesus é um brioche cuja forma lembra a do menino Jesus envolto em panos. Ele também pode ter uma forma de um pão com duas faces. À massa, podem ser adicionadas uvas passas ou gotas de chocolate, às vezes acompanhadas por grãos grossos de açúcar. O pão é comumente dado às crianças na manhã de Natal, mas também na festa de são Martinho. Muitas vezes é acompanhado por chocolate quente. Acredita-se que o pão seja originário de Hainaut, mas seu uso expandiu-se em todas as províncias no sul dos Países Baixos belgas e no Principado de Liège.

## Nomes
A expressão "pão de Jesus" (pain de Jesus) não é muito utilizada; o termo cougnou é mais comum na Bélgica, juntamente com cougnole. O pão também é chamado de coquille, quéniole, quénieu e volaeren, em outras regiões da França e da Bélgica.
Muitas vezes, prefere se usar o nome local que varia de acordo com a região:
- coquille na Flandres Romana (Lille e Tournai).
- cougnole ou cugnole no Hainaut belga (Em Mons, se encontra também a pronúncia Cognolle[7]).
- cougnou nas províncias valófonas e em Bruxelas;
- bonhomme ou cougnou na região de Liège
- Jésus no norte do Hainaut belga (Lessines)
- quéniole ou cuniole no Hainaut francês e o Cambrésis;
- quénieu na Champanhe, com uma forma um pouco diferente;
- volaeren ou folarts no Westhoek francês ou Flandres flamingante (Dunquerque).

### Etimologia
É provável que a palavra venha do latim cunoieus, pequeno recanto (de cuneus, -i, canto, recanto). Cuneus também poderia dar cougne (cunha de ferro para dividir a madeira Motî:cougne). Por comparação, o quignon é uma grande fatia de pão em forma de cunha.

## Preparação
Os ingredientes utilizados na preparação do cougnou são: farinha; ovos; manteiga; levedura; leite; sal e açúcar; e, ocasionalmente, podem ser utilizadas gotas de chocolate e passas.
O leite deve estar morno, e a ele são adicionados o açúcar e a levedura, e a mistura é deixada para descansar. A farinha, os ovos e a manteiga amolecida são misturados e a preparação do leite é inserida. A massa deve ser amassada até que se torne homogênea, elástica e desgrude inteiramente do recipiente onde está sendo preparada; ela é moldada na forma desejada, pincelada com ovo batido e então pode ser levada ao forno médio (230ºC), em uma fôrma untada.
Também podem ser adicionados grãos de açúcar rígidos, similar às utilizadas na decoração da colomba pascal.